# Friedrich von Arensdorff
Friedrich von Arenstorff (Danska: Frederik von Arenstorff), född 1626, död 1689, tysk militär i svensk och dansk tjänst. Bror till Carl von Arenstorff.

## Biografi
Friedrich von Arenstorff inledde sin militära bana i dansk tjänst, men övergick 1646 till svensk tjänst och slogs under trettioåriga kriget. Han gick i dansk tjänst 1661, befordrades 1661 till överste, 1673 till generalmajor och 1675 till generallöjtnant. År 1670 blev han naturaliserad medlem av den danska adeln. Under slaget vid Lund förde han befälet först över den segrande högra flygeln och fick sedan överbefälet, men kunde inte hindra nederlaget. Någon gång under våren 1678 blev han utsedd till befälhavare över de danska trupperna i Skåne. 
Efter det misslyckade försöket att undsätta de danska styrkorna i det belägrade Kristianstad blev han ställd inför krigsrätt och dömd att mista liv, ära och egendom. Dock benådades han av kung Kristian V och fick också några år senare tjänst i centraladministrationen och utnämndes 1687 till general av kavalleriet.
På grund av händelserna i slaget vid Lund 1676 och misslyckandet i Kristianstad har han erhållit eftermälet att inte varit någon lysande fältherre.